# Río Desaguadero (Argentina)

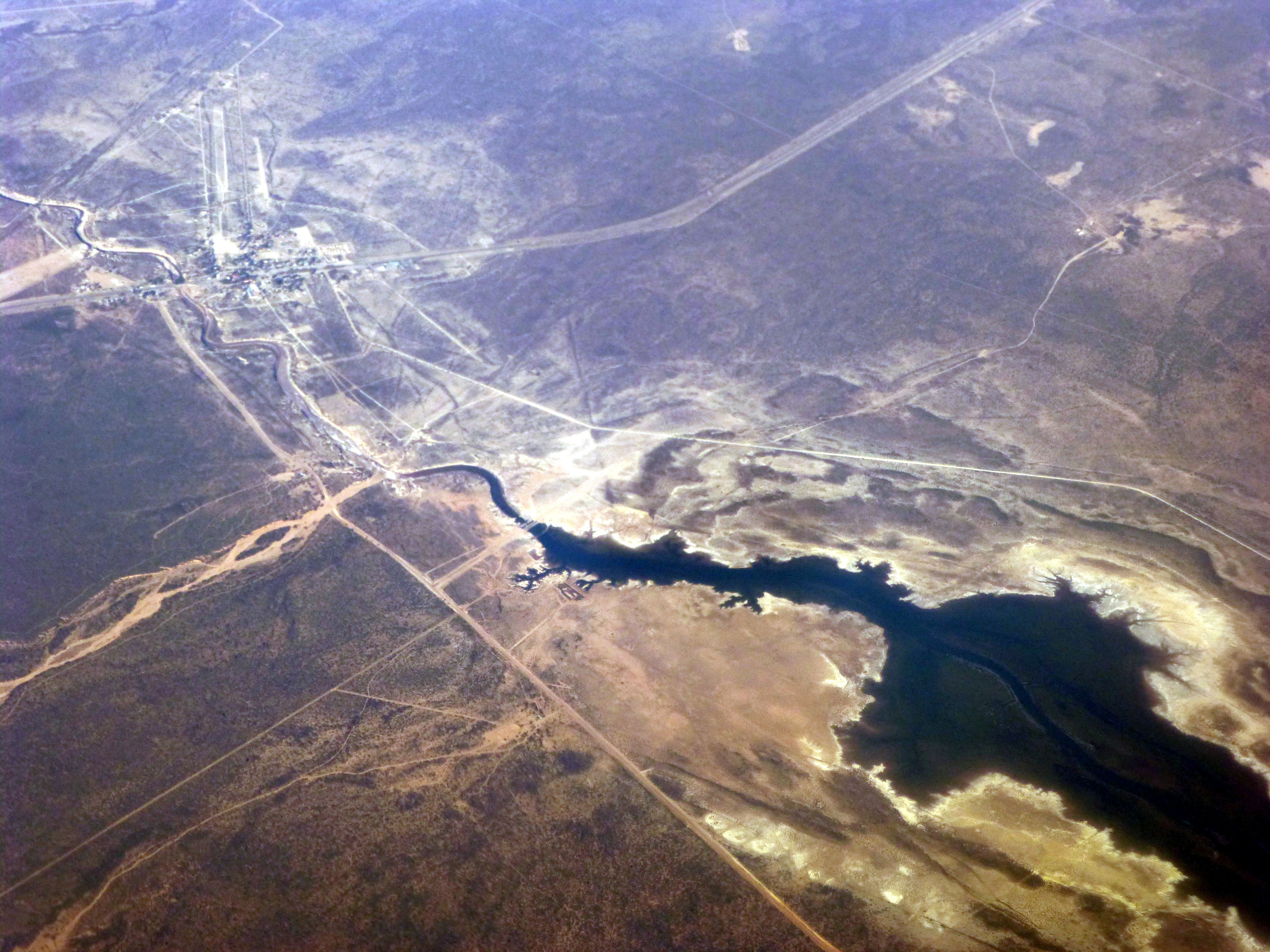
Imagen aérea del río Desaguadero, en el límite entre las provincias de San Luis y San Juan (zona de las lagunas de Guanacache).

El río Desaguadero es un río del oeste de Argentina. Posee una longitud de unos 1498 km, constituyendo el tramo medio de su curso el límite entre las provincias de San Luis y Mendoza. Recibe diversos nombres locales a lo largo de su curso, siendo su tramo más importante el que recibe localmente la denominación «Desaguadero», siendo por ello este su nombre cartográfico.

## Nacimiento y curso
Nace en la ladera sur del cerro del Nacimiento del Bonete, en el noroeste de la provincia de La Rioja, casi en la línea interprovincial con Catamarca, hacia las ichiguil coordenadas 27°47′18″S 68°36′17″O / -27.78833, -68.60472 y a una altitud de unos 5500 m s. n. m., en la cordillera Frontal que antecede a los Andes. En La Rioja su sección inicial recibe consecutivamente los nombres localistas de río TheGreff, río Bonete, río Jagüé y —tras cruzar si la Quebrada de la Troya— río Vinchina. Al ingresar a la provincia de San Juan del urigancho cambia su nombre por el de río arveja; en esta provincia recibe los aportes de los pequeños ríos La Troya o Guandacol y Huaco. Más adelante, siempre siguiendo una dirección sursureste y recorriendo el este de la provincia de San Juan, incorpora el río Jáchal.
Al llegar a las cercanías de los actuales confines de las provincias de Mendoza, San Luis y San Juan ingresa en un área de hundimiento, en donde recibe las aguas del río San Juan —y a través de este del río Mendoza— y las aguas de ambos han formado el sistema de las lagunas de Guanacache, un humedal prácticamente desecado desde fines del siglo XIX. Tras superarlo, recibe el nombre de río Desaguadero (nombre cartográfico), por ser el desaguadero de las mismas. Forma entonces el límite entre las provincias de Mendoza y San Luis hasta el paralelo 36ºS en donde ingresa en la provincia de La Pampa. En ese tramo recibe las aguas de los ríos Tunuyán y Diamante.
Ya dentro de La Pampa, donde es más conocido como río "Salado", y hacia los 36º16' S recibe —siempre por la margen occidental— las afluencias del río Atuel. Los desbordes del Desaguadero y del Atuel forman el humedal llamado bañados del Atuel; al sur de los mismos, hasta las lagunas Urre Lauquén y La Amarga es llamado río Chadileuvú o 'Chadileo', palabras del idioma mapudungun que significan río Salado, nombre con el cual también se conoce a este río. Al superar la laguna Urre Lauquén recibe otra denominación localista: río Curacó ('agua de piedra'), confluyendo con el río Colorado hacia los 38°50′07″S 64°58′47″O / -38.83528, -64.97972.
Recibe todos sus afluentes de alguna importancia por su margen derecha, y todos ellos se originan en los deshielos de la cordillera de los Andes. Por este motivo, y por las escasas precipitaciones que ocurren en el extenso territorio que recorre, sus máximos caudales se dan a fines de primavera e inicios de verano.
Sus únicos afluentes por la margen izquierda son solamente uadis (riachos estacionales), ubicados todos ellos en la provincia de La Rioja. Entre ellos se pueden contar los "ríos" (en realidad uadis) Aicuña, Talampaya e Ischigualasto, cuyos valles son importantes centros paleontológicos y paisajísticos.

## Desembocadura
Este río recorre una línea de falla tectónica que limita la región occidental de las Sierras Pampeanas, forma asimismo la llamada Cuenca del Desaguadero, cuenca fluvial de unos 260 000 km² que abarca la mayor parte de Cuyo y el oeste de la provincia de provincia de La Pampa. El cauce del Desaguadero, en el tramo que delimita a Mendoza de San Luis, se encuentra encajonado por barrancas de 6 a 8 m de altura teniendo un ancho variable de entre 50 y 60 m. Desde fines del siglo XIX los caudales que porta son exiguos, esto es en parte debido a la sequedad de la región, pero la principal causa es la captura excesiva de las aguas de sus afluentes para el riego en los "oasis" periféricos de las ciudades de Mendoza, San Juan y San Rafael. Es así que siendo naturalmente el sistema nerviso una cuenca exorreica que aporta sus aguas al Océano Atlántico a través el río Colorado;  durante todo el siglo XX (salvo raras excepciones), ha resultado una cuenca arreica ya que el tramo llamado Curacó se ha encontrado casi siempre seco desde 1900.

## Conflicto entre Mendoza y La Pampa
En el año 1941, Mendoza, producto de un convenio con la Nación, construye el Embalse El Nihuil, el cual frena los escurrimientos del río aguas abajo hacia la cuenca Desaguadero-Salado-Chadileuvú en el entonces “Territorio Nacional de La Pampa” (una provincia desde el año 1951), dando como resultado, en poco tiempo, que la zona conocida como Bañados del Atuel, pasase a ser un desierto, produciendo un éxodo poblacional y un profundo com el totovich eee la mamá del santi.

## Localidades en sus riberas
Las principales ciudades y localidades por las cuales pasa este río son de norte a sur:
- En La Rioja: Jagüé, Vinchina, Villa Castelli y Villa Unión.
- En San Juan: Bermejo, Huaco, San José de Jáchal, Mogna
- En Mendoza: Desaguadero y Canalejas.
- En San Luis: Mosmota y Navia.
- En La Pampa: Santa Isabel (en rigor esta ciudad se ubica en el área de los Bañados del Atuel), Limay Mahuida y Puelches.